# سفيان بن معمر
الصحابي سُفْيان بن مَعْمَر يُكْنَى أبا جابر. وقيل: أبا جنادة هو أخو جميل بن معمر هاجر الهجرتين.

## نسبه وأسرته
- كان من الخزرج ثم أَحد بني زريق بن عامر من بني جُشَم بن الخزرج قدم مكة فأَقام بها، ولزم مَعْمَر بن حبيب الجمحي فتبناه معمر، وأصبح يُسمى سُفْيان بن مَعْمَر بن حبيب بن وَهْب بن حُذَافة بن جُمَح القُرَشي الجُمَحي.[1]
- زوجه معمر من حسنة أم شرحبيل، وكان لها ابن اسمه شرحبيل من رجل آخر.[1]
- أنجب منها:

1. جابر بن سفيان
2. جنادة بن سفيان
3. الحارث بن سفيان

## إسلامه
كان قديم الإسلام بمكّة وهاجر إلى أرض الحبشة في الهجرة الثانية ومعه ابناه خالد وجُنادة وشرحبيل بن حَسَنَة وزوجته حسنة هاجر بها أيضًا إلى أرض الحبشة. وأنجب هناك الحارث ثم هاجروا إلى المدينة ومات سفيان وابناه جابر وجُنَادة في خلافة عمر بن الخطاب.